# Sander Kaasjager
Sander Kaasjager ( prononcé en néerlandais : [ˈsɑndʏr ˈkaːsjaːxʏr]  ; né le 21 juin 1985), qui joue sous le pseudonyme Vo0 (prononciation: 'vu: ), est un joueur professionnel néerlandais des jeux de tir à la première personne Painkiller, Quake II, Quake III, Quake 4, Quake Live et Quake Champions, ainsi que World of Warcraft. Il a remporté plus de titres et de prix - plus de 250 000 $US - lors de tournois professionnels Painkiller que n'importe quel autre joueur. 

## Vie privée
Kaasjager est né à Naarden, aux Pays-Bas, le 21 juin 1985. Il s'est inscrit à Delft en tant qu'étudiant en génie mécanique, mais a abandonné pour se concentrer sur les jeux vidéo,. Il a fréquenté l' Université du Texas à Dallas et est membre de l'équipe de tennis masculine UTD Comets. 